# Diachrysia
Diachrysia là một chi bướm đêm thuộc họ Noctuidae.

## Loài
- Diachrysia aereoides Grote, 1864
- Diachrysia balluca Geyer, 1832
- Diachrysia bieti Oberthür, 1884
- Diachrysia chrysitis – Burnished Brass Linnaeus, 1758
- Diachrysia chryson – Scarce Burnished Brass Esper, 1789
- Diachrysia coreae Bryk, 1949
- Diachrysia generosa Staudinger, 1900
- Diachrysia leonina Oberthür, 1884
- Diachrysia nadeja Oberthür, 1880
- Diachrysia stenochrysis Warren, 1913
- Diachrysia zosimi Hübner, [1822]

## Hình ảnh

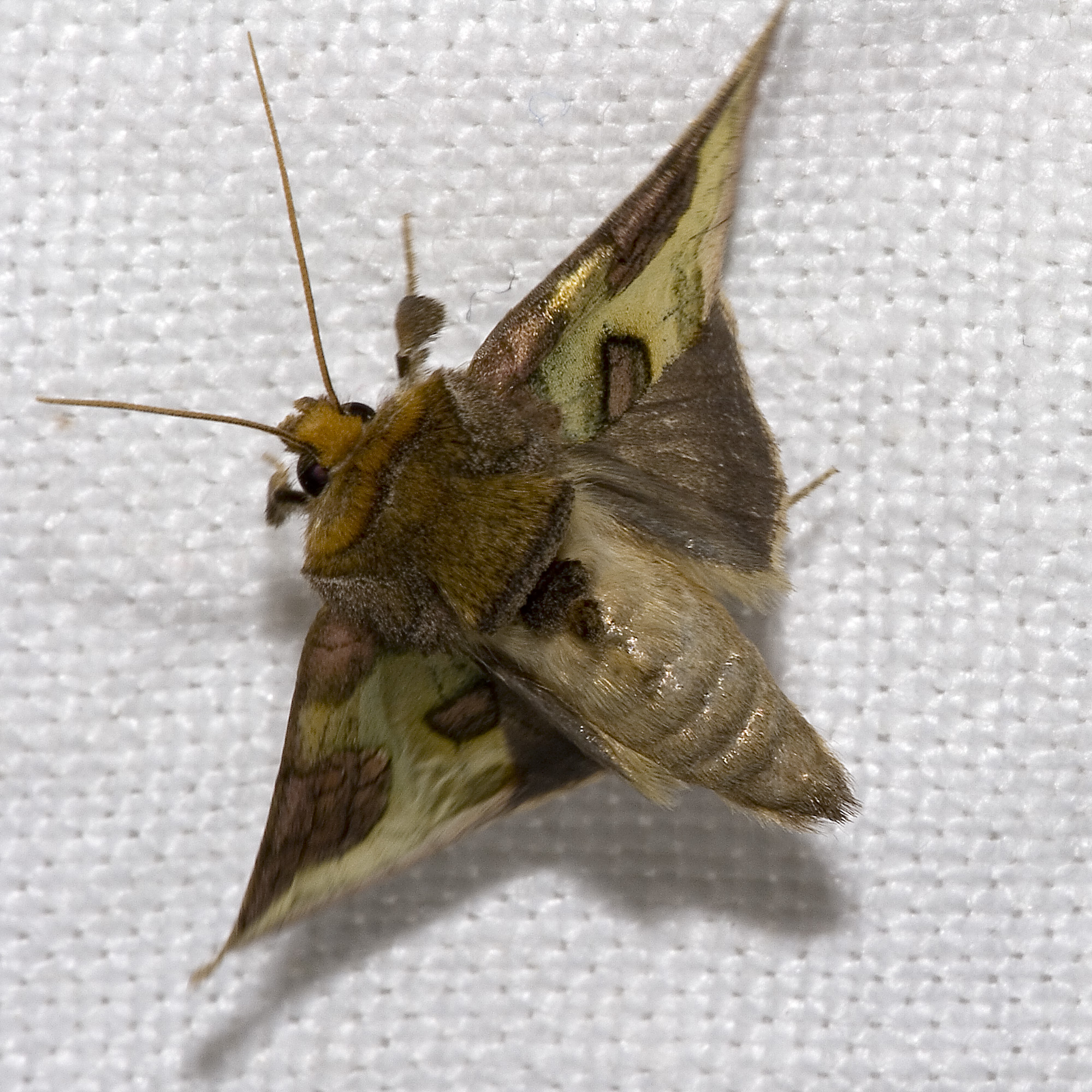
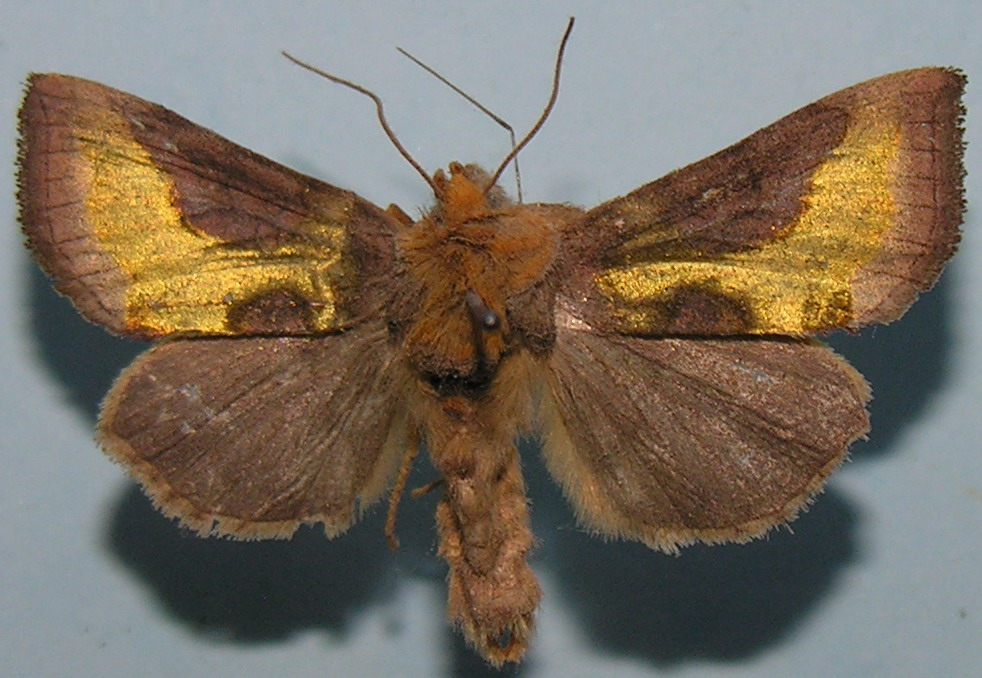